# À la recherche du bonheur (film, 1918)
Pour les articles homonymes, voir À la recherche du bonheur.
Pour plus de détails, voir Fiche technique et Distribution.
À la recherche du bonheur (titre original : Up the Road with Sallie) est un film muet américain réalisé par William Desmond Taylor, sorti en 1918.

## Fiche technique
- Titre original : Up the Road with Sallie
- Titre français : À la recherche du bonheur
- Réalisation : William Desmond Taylor
- Scénario : Julia Crawford Ivers, d'après le roman de Frances Sterrett
- Chef-opérateur : Homer Scott
- Dates de sortie : 
  - États-Unis : avril 1918

## Distribution
- Constance Talmadge : Sallie Waters
- Norman Kerry : Joshua Cabot II / Smith Jones
- Kate Toncray : Martha Cabot
- Thomas Persse : John Henderson / John Johnson
- Karl Formes : juge Joshua Cabot
- M.B. Paanakker : Richard Cabot
- Larry Steers : juge de paix